# Листов, Борис Павлович
Борис Павлович Листов (род. 1969) — российский экономист, председатель Правления АО «Россельхозбанк».
Член Совета Федерации Федерального Собрания Российской Федерации от Законодательного собрания Еврейской автономной области (2007—2009 гг).

## Биография
Родился 11 марта 1969 года в городе Всеволожске Ленинградской области.
В 1995 году окончил Санкт-Петербургский университет экономики и финансов по специальности «Бухгалтерский учёт и аудит».
В 2006 году защитил кандидатскую диссертацию и получил ученую степень кандидата экономических наук.
В 2011 году окончил Московскую государственную юридическую академию имени О. Е. Кутафина по специальности «Юриспруденция».
В марте 2007 был избран членом Совета Федерации Федерального Собрания Российской Федерации и представлял законодательный (представительный) орган государственной власти Еврейской автономной области.
С марта 2007 года по октябрь 2009 года в Совете Федерации входил в комитет по финансовым рынкам и денежному обращению и комитет по вопросам местного самоуправления.
30 октября 2009 года вступил в должность Первого заместителя Председателя правления Россельхозбанка и вошёл в правление кредитной организации, в связи с чем сложил с себя полномочия сенатора.
С июня 2018 года — председатель Правления, член Наблюдательного совета АО «Россельхозбанк».

## Награды
- Заслуженный экономист Российской Федерации (2024)[16].
- Орден Почета (2 июня 2022) — за заслуги в области экономики и финансов, многолетнюю добросовестную работу[17].
- Медаль ордена «За заслуги перед Отечеством» II степени (10 октября 2015) — за большой вклад в развитие финансово-банковской системы Российской Федерации[18].
- Почётная грамота Президента Российской Федерации (4 января 2024) — за достигнутые трудовые успехи и многолетнюю добросовестную работу[19].
- Почётная грамота Правительства Российской Федерации (19 июля 2023) — за достигнутые трудовые успехи и многолетнюю добросовестную работу[20].
- Почетная грамота Совета Федерации Федерального Собрания Российской Федерации (2009)[14].
- Благодарность председателя Совета Федерации Федерального собрания Российской Федерации — за заслуги в развитии производства сельскохозяйственной продукции и активное участие в проведении социальной и экономической политики Российской Федерации (2023)[21].
- Почётная грамота Государственной Думы Федерального Собрания РФ (2022)[22].
- Благодарность Министерства сельского хозяйства Российской Федерации (2012)[23].
- Звание «Почетный работник агропромышленного комплекса России» (2019)[23][24].
- Золотой знак Ассоциации банков России (2023)[25].
- Почетный знак Ассоциации банков России (2019)[26].
- Знак «Почетный фермер» (2019)[23].